# آب‌جوی بال‌سفید
آب‌جوی بال‌سفید (نام علمی: Cinclodes atacamensis)، گونه‌ای از پرندگان در زیرخانواده Furnariinae از خانواده تنورمرغان (Furnariidae) است که در آرژانتین، بولیوی، شیلی و پرو یافت می‌شود.